# Szűcs Ferenc (altábornagy)
Szűcs Ferenc (Makó, 1922. december 30.  – Budaörs, 1999. augusztus 2.) katonatiszt, a magyar katonai hírszerzés vezetője.

## Élete és munkássága
Szülei jómódú gazdálkodók voltak Makón, anyja neve Vajda Mária volt. A család az 1929–1933-as gazdasági világválság alatt tönkrement, apja ezután biztosítási ügynökként dolgozott. A középiskola elvégzése után után 1940 és 1944 között a Magyar Királyi József Nádor Műszaki és Gazdaságtudományi Egyetemen tanult.
Nagy hatással voltak rá a népi írók, később a kollégiumi évek alatt a munkásmozgalommal is kapcsolatba került. Ekkoriban az elsősorban a paraszti származású diákság körében szerveződő „fasisztaellenes ifjúsági szabadságfront” egyik vezető alakja volt. 1943 nyarán részt vett a balatonszárszói Magyar Élet táborban is. Katonai behívóparancsának nem tett eleget, műegyetemi tanulmányait három és fél év elvégzése után megszakította és illegalitásba vonult. Tagja lett a Nemzeti Parasztpártnak (NPP), majd a Magyar Kommunista Pártnak (MKP).
1945-ben miniszteri biztos lett. 1946 és 1947 között a Földműves Szövetkezet kerületi ügyvivője, 1947 és 1949 között pedig országgyűlési képviselő volt, előbb az NPP, majd az MKP képviseletében. Közben törzstiszti tanfolyamot végzett, majd 1949. augusztus 15-én katonai szolgálatba lépett őrnagyi rendfokozattal. Első beosztása 1950. január végéig a Honvédelmi Minisztérium (HM) Katonai Elhárító Főcsoportfőnökségén volt, ahol csoportfőnök-helyettes lett. Ezután 1950. december közepéig a HM IV. Főcsoportfőnökségén volt csoportfőnök-helyettes. 1950. októberben előléptették alezredessé.
1950. december közepétől 1953. november végéig Washingtonban volt katonai attasé. Ezredesi rendfokozatát 1953 novemberében kapta meg. Hazatérése után 1956. április közepéig a Magyar Néphadsereg Vezérkari Főnökség (MNVK) 2. Csoportfőnökségén (katonai hírszerzés) a csoportfőnök tájékoztatási helyetteseként teljesített szolgálatot. 1956. április 21-étől 1957. február 20-áig a MNVK 2. Csoportfőnökség megbízott csoportfőnöke volt.
1956. október 30-án a későbbi vizsgálat szerint elhagyta a katonai hírszerzés központját, a Zalka Máté laktanyát, nem biztosította az ottmaradt értékeket és dokumentumokat, és kapcsolatba került a Nemzetőrség vezetőjével, Király Bélával is. 1958-ban emiatt pártfegyelmit kapott, leváltották és külszolgálatra helyezték. 1962-ben törölték a pártbüntetését, és visszakerült a katonai hírszerzéshez csoportfőnöki beosztásban. 1962. júliustól 1963. szeptember végéig a vezérkari főnök szervezési és mozgósítási, hadkiegészítési helyettese volt. 1964–1966 között a Szovjetunióban a Vorosilov Vezérkari Akadémián folytatott tanulmányokat. 1966. szeptembertől 1972. június 30-áig újra az MNVKF helyettese volt. 1968. augusztus 19-étől november 30-áig részt vett a csehszlovákiai intervencióban. 1973. január 15. és 1974. december 20. között Vietnámban a Nemzetközi Ellenőrző és Felügyelő Bizottság magyar tagozatának volt parancsnoka. 1972. júliustól 1977. februárig ismét az MNVKF szervezési és mozgósítási, hadkiegészítési helyettese volt. 1977-től nyugdíjazásáig, 1989. december 1-jéig mint az MNVKF felderítőhelyettese dolgozott, főcsoportfőnök volt. Altábornaggyá 1983 szeptemberében léptették elő.
Elnöke volt az Egyetértés Vadásztársaságnak, amelynek Kádár János is tagja volt. Közeli kapcsolatban álltak, de nem voltak személyes barátok.
Tagja volt az MSZMP Központi Bizottságának 1980 és 1989 között. 1989 októberében, a pártszakadást követően nem lett a Magyar Szocialista Párt tagja, hanem részt vállalt a Magyar Szocialista Munkáspárt (a későbbi Munkáspárt) újjászervezésében.

## Kitüntetései
- Magyar Szabadság Érdemrend bronz fokozat (1947)
- Magyar Népköztársasági Érdemrend (1950)
- Magyar Népköztársasági Érdemérem arany fokozata (1950)
- Kiváló szolgálatért Érdemérem (1955)
- Szocialista Hazáért Érdemrend (1967)
- Vörös Csillag Érdemrend (1960)
- Szocialista Magyarországért Érdemrend (1967)
- Felszabadulási Jubileumi Emlékérem (1970)
- Szolgálati Érdemérem 10, 15, 20, 25, 30, 35, 40 év után,
- Fegyverbarátságért Érdem-érem (cseh, osztrák, NDK, lengyel) (1970)
- Vörös Csillag Érdemrend (1973)
- Harci Érdemrend (mongol) (1974)
- Bulgária Emlékérem (1970)
- Szocialista Érem (Vietnám) (1975)
- Fegyverbarátságért Érdemérem (NDK) (1977)
- Felszabadulási Érdemérem (1977)
- „60 éves a Szovjet Hadsereg” Emlékérem (1979)
- Fegyverbarátságért érdemérem (Szovjet) (1980)
- Fegyverbarátságért Érdemérem arany fokozat (NDK) (1980)
- Bolgár Néphadsereg Szolgálatáért Emlékérem (1985)
- Forradalmi Fegyveres Erők 30. évfordulója (Kuba) (1987)
- Vörös Csillag Érdemrend (Szovjet) (1988)
- „A Szovjet Fegyveres Erők 70 éve” Emlékérem (1988)
- Vörös Zászló Érdemrend (1989)

## Publikációi
- A NATO az osztrák fegyveres erők háborús felkészültségbe helyezési rendszere. Honvédelem, 1973. Különkiadás 6. sz.
- A nemzetközi helyzet általános jellemzése, a NATO fegyveres erők fejlesztésének helyzete és tendenciái. Honvédelem, 1982. 6. sz.